# Nová Ves nad Váhom
Nová Ves nad Váhom é um município da Eslováquia, situado no distrito de Nové Mesto nad Váhom, na região de Trenčín. Tem 12,11 km² de área e sua população em 2018 foi estimada em 566 habitantes.

## Demografia
| Ano:        | 1994 | 2004   | 2014   | 2024   |
| ----------- | ---- | ------ | ------ | ------ |
| Broj ljudi: | 534  | 517    | 542    | 564    |
| Razlika:    |      | -3,18% | +4,83% | +4,05% |

| Ano:               | 2023 | 2024   |
| ------------------ | ---- | ------ |
| Número de pessoas: | 560  | 564    |
| Diferença:         |      | +0,71% |